# Olivér Halassy
Olivér Halassy (n. 31 iulie 1909, Budapesta, Austro-Ungaria – d. 10 septembrie 1946, Budapesta, Republica Ungară⁠(d)) a fost un înotător și jucător de polo pe apă ungur, medaliat olimpic. A participat la 3 ediții ale Jocurilor Olimpice (1928, 1932, 1936) în care a câștigat două medalii de aur și o medalie de argint.